# Spuž
Spuž este un oraș din comuna Danilovgrad, Muntenegru. Conform datelor de la recensământul din 2003, orașul are 1529 de locuitori (la recensământul din 1991 erau 1326 de locuitori).

## Demografie
În orașul Spuž locuiesc 1096 de persoane adulte, iar vârsta medie a populației este de 34,2 de ani (34,2 la bărbați și 34,2 la femei). În localitate sunt 414 de gospodării, iar numărul mediu de membri în gospodărie este de 3,69.
Populația localității este foarte eterogenă.
|  |

| Demografie | Demografie | Demografie |
| An         | Locuitori  | Locuitori  |
| ---------- | ---------- | ---------- |
|            |            |            |
|            |            |            |
|            |            |            |
|            |            |            |
| 1948       | 497        |            |
| 1953       | 583        |            |
| 1961       | 862        |            |
| 1971       | 895        |            |
| 1981       | 1241       |            |
| 1991       | 1326       | 1305       |
| 2003       | 1547       | 1529       |

| \| Componența etnică conform recensământului din 2003[2] \| Componența etnică conform recensământului din 2003[2] \| Componența etnică conform recensământului din 2003[2] \| Componența etnică conform recensământului din 2003[2] \| Componența etnică conform recensământului din 2003[2] \| \| ----------------------------------------------------- \| ----------------------------------------------------- \| ----------------------------------------------------- \| ----------------------------------------------------- \| ----------------------------------------------------- \| \| \| \| \| \| \| \| Muntenegreni \| Muntenegreni \| \| 866 \| 56,63% \| \| Sârbi \| Sârbi \| \| 508 \| 33,22% \| \| Croați \| Croați \| \| 10 \| 0,65% \| \| Musulmani \| Musulmani \| \| 6 \| 0,39% \| \| Maghiari \| Maghiari \| \| 2 \| 0,13% \| \| Macedoneni \| Macedoneni \| \| 1 \| 0,06% \| \| necunoscută \| necunoscută \| \| 88 \| 5,75% \| |              |  |     |        |
| Componența etnică conform recensământului din 2003 |              |  |     |        |
| |              |  |     |        |
| Muntenegreni | Muntenegreni |  | 866 | 56,63% |
| Sârbi | Sârbi        |  | 508 | 33,22% |
| Croați | Croați       |  | 10  | 0,65%  |
| Musulmani | Musulmani    |  | 6   | 0,39%  |
| Maghiari | Maghiari     |  | 2   | 0,13%  |
| Macedoneni | Macedoneni   |  | 1   | 0,06%  |
| necunoscută | necunoscută  |  | 88  | 5,75%  |